# Wolfgang Schomburg
Wolfgang Schomburg (ur. 9 kwietnia 1948 w Berlinie) – niemiecki prawnik, obecnie sędzia Międzynarodowego Trybunału Karnego dla byłej Jugosławii (ICTY) i Międzynarodowego Trybunału Karnego dla Rwandy (ICTR).
Ukończył prawo na berlińskim Wolnym Uniwersytecie. W latach 1974–1989 związany był z wymiarem sprawiedliwości Berlina Zachodniego, pracując zarówno jako prokurator, jak i sędzia (z przerwą w latach 1979–1984, kiedy to był oddelegowany do prokuratury federalnej RFN). Od 1989 do 1991 był podsekretarzem stanu w resorcie sprawiedliwości władz regionalnych Berlina. Następnie przez cztery lata prowadził prywatną praktykę adwokacką, wyspecjalizowaną w sprawach dotyczących przestępczości międzynarodowej. W 1995 został powołany do Federalnego Sądu Najwyższego w Karlsruhe. W 2001 trafił do ICTY, gdzie przez dwa lata zasiadał w jednej z izb orzekających. W 2003 został członkiem wspólnej dla obu doraźnych międzynarodowych trybunałów karnych Izby Apelacyjnej.